# تيري كينيدي (لاعب كرة قاعدة)
تيري كينيدي (بالإنجليزية: Terry Kennedy)‏ هو لاعب كرة قاعدة أمريكي، ولد في 4 يونيو 1956 في يوكليد في الولايات المتحدة.

## وصلات خارجية
- تيري كينيدي على موقع دوري كرة القاعدة الرئيسي (الإنجليزية)
- تيري كينيدي على موقعبيزبول رفرنس.كوم (الدوري الرئيسي) (الإنجليزية)
- تيري كينيدي على موقعبيزبول رفرنس.كوم (الدوري الثانوي) (الإنجليزية)
- تيري كينيدي على موقع إي إس بي إن.كوم (أم.أل.بي) (الإنجليزية)
- تيري كينيدي على موقع مشجعي الرسوم البيانية (الإنجليزية)